# Dialogai

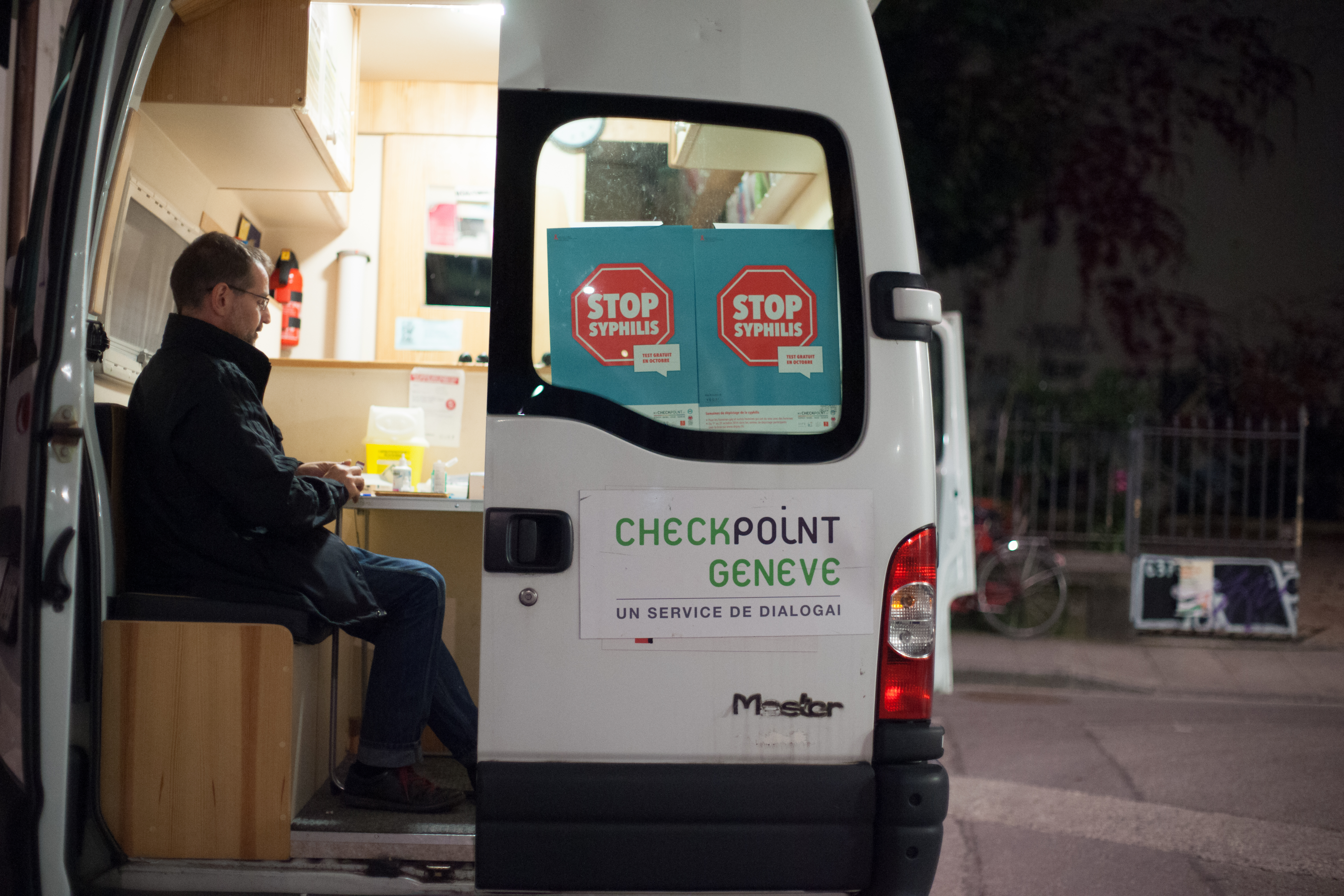

Dialogai est une association homosexuelle genevoise (Suisse) et antenne de l'Aide suisse contre le sida (ASS).
Dialogai s'engage depuis 1982 pour la santé, la qualité de vie des hommes gays de Genève et la défense de leurs droits. Elle propose des espaces communautaires de convivialité et de loisir. Unique antenne homosexuelle de l'ASS, Dialogai joue un rôle de premier plan pour la prévention du VIH/sida en Suisse, particulièrement à destination des hommes ayant du sexe avec les hommes (HSH).
Dialogai travaille sur l'intégration des gays dans la société en tant que citoyens à part entière. Son action tend autant vers la reconnaissance des gays, que vers la défense des personnes homosexuelles victimes de discriminations ou d'agressions physiques ou verbales.

## Historique
Dialogai a été créé en 1982. Dans les années 80, l'association participe à des actions de prévention, en collaborant avec l'Aide Suisse contre le Sida. Son adresse fait partie des références pour Genève. En 2000, Dialogai lance le Projet santé gaie en collaboration avec l'Université de Zürich. Checkpoint, centre de conseil et de dépistage du VIH et des Infections Sexuellement Transmissible (IST) et Blues-out sont deux projets nés dans ce cadre. Blues-out, réalisé en collaboration avec Lestime, est un service de conseil et d'orientation en santé mentale pour les gays et les lesbiennes. En 2009, Dialogai ouvre le Café OFF, son espace culturel et communautaire libre. Dialogai est membre de la Fédération Genevoise des Associations LGBT. En 2015 Dialogai crée le Refuge pour jeunes LGBT qui subissent des discriminations dans un cadre scolaire ou familial.

## Activités
- Les activités du programme Etre gai ensemble (EGE) :
  - les Gays randonneurs
  - les Gays motards
  - les ateliers (danse-contact, bondage, etc.)
  - le groupe TOTEM (jeunes gays jusqu'à 25 ans)
  - le groupe C+H, chrétiens et homosexuels
  - les expositions
  - les conférences
  - la bibliothèque

- Les activités de santé gay :
  - Depuis 2005, Dialogai possède son centre médical[4]. Ce centre de test rapide permet aux gays et aux hommes ayant des relations sexuelles avec d'autres hommes (HSH) de se faire tester pour le VIH, la gonorrhée, le chlamydia, la syphilis et les hépatites A et B.
  - Dialogai est chargé par les pouvoirs publics des activités d'Outreach (prévention de proximité) dans les scènes gaies genevoise et vaudoise.
  - Lancé en mars 2009, en collaboration avec l'association[5], le programme[6] assure information et orientation aux gays et aux lesbiennes de la région genevoise sur les questions de bien-être et de santé mentale.

## Partenaires
Dialogai est membre de l'ILGA (International Lesbian and Gay Association) et a participé à l’organisation de la XXIIIème conférence mondiale de l’ILGA qui s'est tenue à Genève du 27 mars au 3 avril 2006.
Dialogai est également membre de Pink Cross, l’association faîtière gay de Suisse, et collabore avec les associations LGBT du canton de Genève, Lestime, 360° et Think Out au sein de la Fédération Genevoise des Associations LGBT. Dialogai collabore aussi avec des associations romandes, telles Lilith et Vogay; quinze groupes sont rassemblés dans la Fédération romande des associations LGBT.